# Ciliwung
Der Ciliwung ist ein Fluss, der durch die indonesische Hauptstadt Jakarta strömt.
Im 18. Jahrhundert wurden dort besonders viele Fabriken errichtet. Durch unachtsames Entsorgen der Industrieabfälle verstopfte der Fluss zeitweise.
Der Hauptstrom hat eine Länge von 97 km.